# The Inner Light
The Inner Light (Harrison) är en låt av The Beatles från 1968.

## Låten och inspelningen
The Inner Light spelade George Harrison in i EMI:s studio i Bombay (under gruppens vistelse i Indien) vid tre tillfällen (12 januari samt 6 och 8 februari 1968) tillsammans med ett antal kända indiska musiker. Låten skulle från början ingå i soundtracket till filmen ”Wonderwall” (som när det utgavs 1968 gjorde att Harrison blev den först i gruppen att utge en soloplatta) men den kom att uppskattas mycket av John Lennon och Paul McCartney, som körar på sången. De förmådde även Harrison att våga sjunga i en högre tonart än han var van vid.
Texten bygger på ett utdrag ur taoisten Lao Zis heliga bok Daodejing. Harrison kan här måhända ha inspirerats av Syd Barrett som i Pink Floyd-låten Chapter 24 använde sig av utdrag ur I Ching. Låten blev b-sida på singeln Lady Madonna, vilken utgavs i England och USA 15 respektive 18 mars 1968.